# Melasina gypsopetra
Melasina gypsopetra är en fjärilsart som beskrevs av Edward Meyrick 1937. Melasina gypsopetra ingår i släktet Melasina och familjen säckspinnare. Inga underarter finns listade i Catalogue of Life.